# Gilbert East Jolliffe
Gilbert East Jolliffe foi Membro do Parlamento por Petersfield em 1830-31.
Jolliffe era o filho mais velho do reverendo William John Jolliffe e da sua esposa Julia, nascida Pytches. Ele serviu no exército até à sua vitória eleitoral. O seu irmão mais novo, William, foi o primeiro Barão Hylton.